# Сан-Базилио (Сардиния)
Сан-Базилио (итал. San Basilio) — коммуна в Италии, располагается в регионе Сардиния, в провинции Кальяри.
Население составляет 1414 человек (2008 г.), плотность населения составляет 32 чел./км². Занимает площадь 45 км². Почтовый индекс — 9040. Телефонный код — 070.
Покровителем коммуны почитается святой апостол Пётр, празднование 29 июня.

## Демография
Динамика населения:

## Администрация коммуны
- Официальный сайт:

## Организации
- Радиоастрономическая обсерватория в Сан-Базилио.